# Chesterville (Maine)
Chesterville è un comune della contea di Franklin, nello stato del Maine. Durante il censimento del 2000 vi si contava una popolazione di 1.170 unità.

## Geografia fisica
Secondo lo United States Census Bureau, il paese si estende su un'area di 37,6 miglia quadrate (97,5 km²), delle quali 36,5 (94,4 km²) sono classificate come land (terreni) e 1,2 (3,0 km² 3,11%) come water (acque interne).